# Ferrari 512 S Pininfarina Modulo
La Ferrari 512 S Pininfarina Modulo, comunemente nota come Ferrari Modulo, è la maquette di una concept car, realizzata dalla Pininfarina in collaborazione con la Ferrari nel 1970.
Fu ideata nel 1967, su base Ferrari 512 S, da Paolo Martin, all'epoca designer presso la Pininfarina, ed è riconosciuta come una delle più famose dream car di tutti i tempi.
La vettura venne presentata da Pininfarina al salone dell'automobile di Ginevra il 12 marzo 1970, per poi rimanere in esposizione, dall'aprile al settembre dello stesso anno, nel Padiglione Italia all'Expo 1970 di Osaka, in coppia con la FIAT 3 ½ HP.
Da allora la "Modulo" viene costantemente richiesta in diversi saloni di tutti i continenti, ricevendo decine di riconoscimenti, tra cui il prestigioso Award for Design Excellence di Automobile Quarterly nel 1971.

## Descrizione

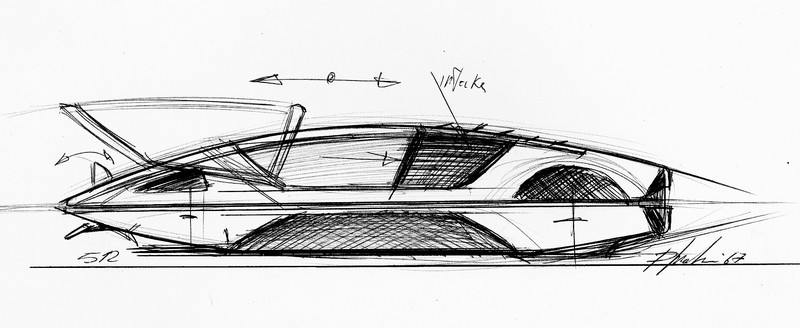
Bozzetto originale di Paolo Martin del 1967: sono già presenti molte caratteristiche del concept definitivo, tra cui la ridotta altezza, le ruote carenate nonché l'assenza delle portiere, col caratteristico sistema d'ingresso.

Si tratta di un veicolo dalla forma inconsueta, dotato di soluzioni graficamente speculari considerate troppo avveniristiche per l'epoca; nello specifico, non è dotato di portiere ma tutto il parabrezza e la parte anteriore del tetto e dei finestrini viene spostata manualmente in avanti, in modo da permetterne l'ingresso. Questo sistema è derivato dalla ricerca sull'accesso in vetture di altezza limitata (meno di un metro nel caso specifico); tale sistema, anche utilizzato sul coevo prototipo Strato's Zero di Bertone, precursore della Lancia Stratos, è stato ripreso dopo quarant'anni, in versione automatizzata, sulla concept Maserati Birdcage 75th del 2005.
Sono da notare anche gli interni, decisamente avveniristici, in cui tutti i comandi sono disposti su una particolare sfera dotata di pulsanti rivolta verso il guidatore e posizionata alla sua sinistra; questa disposizione era possibile per la notevole larghezza della vettura, sebbene il guidatore e il passeggero si ritrovino molto vicini l'uno all'altro. La leva del cambio è invece posizionata in asse col cruscotto.
La Ferrari Modulo venne presentata al salone dell'automobile di Ginevra nel 1970 con una colorazione nera metallizzata e venne accolta come protagonista di quell'annata, sebbene poi la maquette sia stata ridipinta con il colore originale, un azzurro chiaro perlato. Per l'audacia delle sue soluzioni, vinse oltre ventidue premi internazionali per design e concetto.
A lungo conservata presso il Centro Stile Pininfarina di Cambiano, nel settembre del 2014 la "Modulo" è stata venduta al collezionista di auto d'epoca James Glickenhaus, finanziere e produttore cinematografico statunitense proprietario della Scuderia Cameron Glickenhaus (SCG), piccola casa automobilistica che costruisce vetture da competizione, realizzate a Torino dalla Manifattura Automobili Torino (MAT). Dopo l'acquisto il nuovo proprietario ha affidato la "Modulo" ai tecnici della MAT, allo scopo di studiare e attuare la trasformazione della maquette in prototipo marciante.

## Caratteristiche tecniche
| Caratteristiche tecniche - Ferrari 512 S Pininfarina Modulo | Caratteristiche tecniche - Ferrari 512 S Pininfarina Modulo | Caratteristiche tecniche - Ferrari 512 S Pininfarina Modulo | Caratteristiche tecniche - Ferrari 512 S Pininfarina Modulo | Caratteristiche tecniche - Ferrari 512 S Pininfarina Modulo | Caratteristiche tecniche - Ferrari 512 S Pininfarina Modulo |
| ----------------------------------------------------------- | ----------------------------------------------------------- | ----------------------------------------------------------- | ----------------------------------------------------------- | ----------------------------------------------------------- | ----------------------------------------------------------- |
|                                                             |                                                             |                                                             |                                                             |                                                             |                                                             |
| Configurazione                                              |                                                             |                                                             |                                                             |                                                             |                                                             |
| Carrozzeria: Coupé                                          | Carrozzeria: Coupé                                          | Posizione motore: posteriore                                | Posizione motore: posteriore                                | Trazione: posteriore                                        | Trazione: posteriore                                        |
| Dimensioni e pesi                                           |                                                             |                                                             |                                                             |                                                             |                                                             |
| Ingombri (lungh.×largh.×alt. in mm): 4480 × 2048 × 935      | Ingombri (lungh.×largh.×alt. in mm): 4480 × 2048 × 935      | Ingombri (lungh.×largh.×alt. in mm): 4480 × 2048 × 935      | Ingombri (lungh.×largh.×alt. in mm): 4480 × 2048 × 935      | Diametro minimo sterzata:                                   | Diametro minimo sterzata:                                   |
| Interasse: 2400 mm                                          | Interasse: 2400 mm                                          | Carreggiate: anteriore 1518 - posteriore 1511 mm            | Carreggiate: anteriore 1518 - posteriore 1511 mm            | Altezza minima da terra:                                    | Altezza minima da terra:                                    |
| Posti totali: 2                                             | Posti totali: 2                                             | Bagagliaio:                                                 | Bagagliaio:                                                 | Serbatoio:                                                  | Serbatoio:                                                  |
| Meccanica                                                   |                                                             |                                                             |                                                             |                                                             |                                                             |
| Frizione: multidisco                                        | Frizione: multidisco                                        | Frizione: multidisco                                        | Cambio:                                                     | Cambio:                                                     | Cambio:                                                     |
| Telaio                                                      |                                                             |                                                             |                                                             |                                                             |                                                             |
| Corpo vettura                                               | a doppio guscio con elemento componibili                    | a doppio guscio con elemento componibili                    | a doppio guscio con elemento componibili                    | a doppio guscio con elemento componibili                    | a doppio guscio con elemento componibili                    |
| Sterzo                                                      | a cremagliera                                               | a cremagliera                                               | a cremagliera                                               | a cremagliera                                               | a cremagliera                                               |
| Fonte dei dati: Ruoteclassiche n. 27                        |                                                             |                                                             |                                                             |                                                             |                                                             |